# Rialto (filmtheaters)

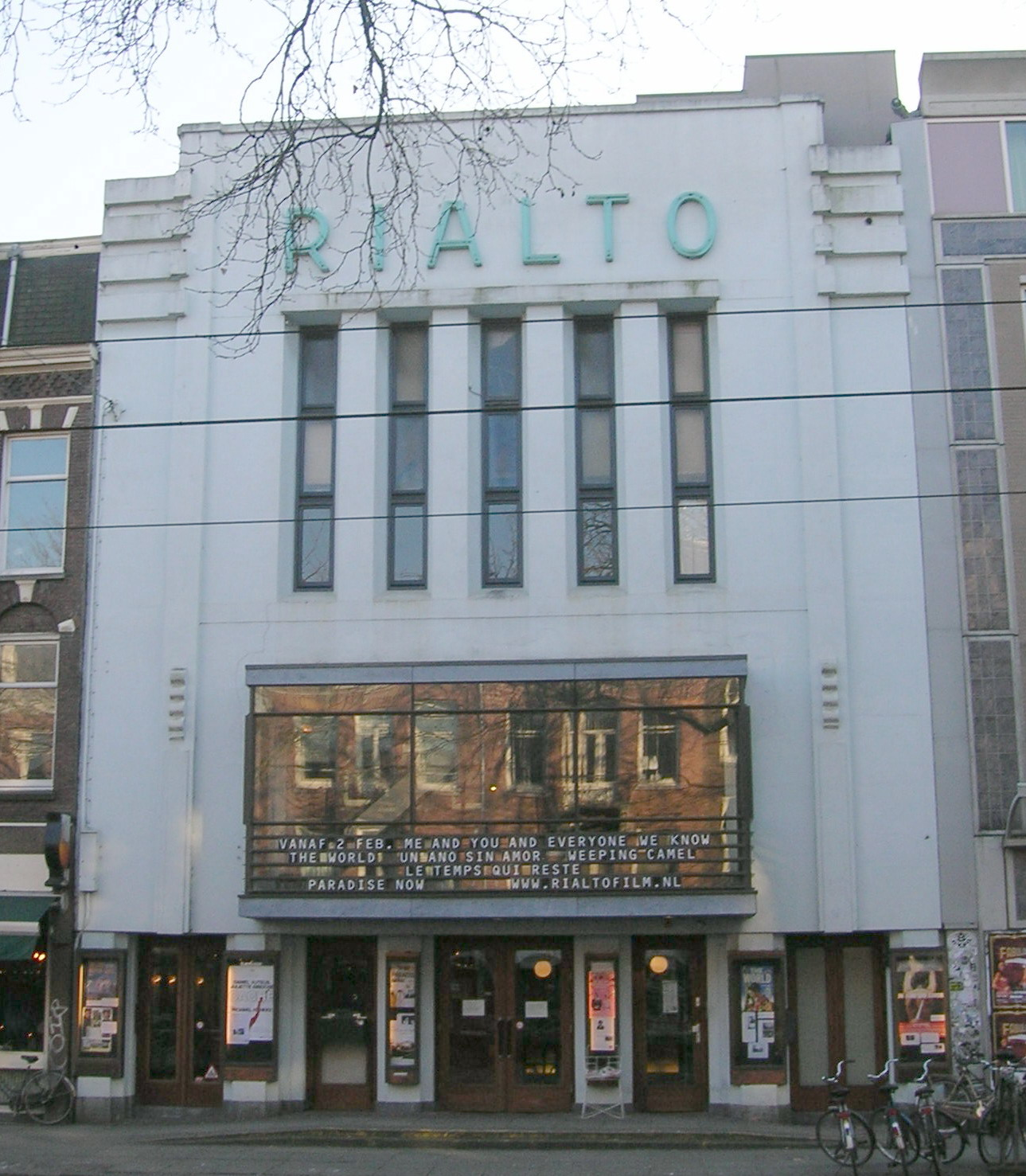
Filmhuis Rialto in De Pijp in Amsterdam

Rialto is een combinatie van twee bioscopen. Het oorspronkelijke Rialto, nu ter onderscheiding Rialto De Pijp genoemd, aan de Ceintuurbaan 338 in de Amsterdamse wijk De Pijp, en het nieuwe Rialto VU.
Rialto vertoont kwalitatief hoogwaardige, vernieuwende films van filmmakers uit alle uithoeken van de wereld voor een breed, divers publiek. Rialto is het premièretheater van de distributeurs Nederlands Filmmuseum, Contact Film, Cinemien en Park Junior en organiseert geregeld festivals en bijzondere evenementen, zoals lezingen, discussies en inleidingen bij vertoonde films. Bij het filmhuis werken meer dan vijftig vrijwilligers. Ook wordt er tweejaarlijks het CinemAsia filmfestival gehouden.
Het gebouw waarin Rialto De Pijp gevestigd is, werd gebouwd in 1920 en is ontworpen door architect Jan van Schaik in opdracht van filmliefhebber Anton Pieter du Mée. Sinds 1982 is de bioscoop in gebruik van de Stichting Amsterdams Filmhuis. De bioscoop telt drie zalen en daarnaast een café.
Beide bioscopen nemen deel aan het samenwerkingsverband Cineville.